# Dichromopsyche
Dichromopsyche is een geslacht van vlinders van de familie van de zakjesdragers (Psychidae). De wetenschappelijke naam van dit geslacht is voor het eerst voorgesteld door Harry Kendon Clench in een publicatie uit 1959.

## Soorten
- Dichromopsyche cassualallae (Bethune-Baker, 1911)
- Dichromopsyche nigroapicalis (Joicey & Talbot, 1924)